# أوروس-مارتان
أوروس-مارتان (بالروسية: Урус-Мартан) هي إحدى مدن روسيا في الكيان الفدرالي الروسي الشيشان.

## المناخ
يظهر الجدول التالي التغييرات المناخية على مدار السنة لأوروس-مارتان:
| البيانات المناخية لـأوروس-مارتان  | البيانات المناخية لـأوروس-مارتان | البيانات المناخية لـأوروس-مارتان | البيانات المناخية لـأوروس-مارتان | البيانات المناخية لـأوروس-مارتان | البيانات المناخية لـأوروس-مارتان | البيانات المناخية لـأوروس-مارتان | البيانات المناخية لـأوروس-مارتان | البيانات المناخية لـأوروس-مارتان | البيانات المناخية لـأوروس-مارتان | البيانات المناخية لـأوروس-مارتان | البيانات المناخية لـأوروس-مارتان | البيانات المناخية لـأوروس-مارتان | البيانات المناخية لـأوروس-مارتان |
| الشهر                             | يناير                            | فبراير                           | مارس                             | أبريل                            | مايو                             | يونيو                            | يوليو                            | أغسطس                            | سبتمبر                           | أكتوبر                           | نوفمبر                           | ديسمبر                           | المعدل السنوي                    |
| --------------------------------- | -------------------------------- | -------------------------------- | -------------------------------- | -------------------------------- | -------------------------------- | -------------------------------- | -------------------------------- | -------------------------------- | -------------------------------- | -------------------------------- | -------------------------------- | -------------------------------- | -------------------------------- |
| متوسط درجة الحرارة الكبرى °م (°ف) | 1.1 (34.0)                       | 2.9 (37.2)                       | 8.4 (47.1)                       | 17.2 (63.0)                      | 23.0 (73.4)                      | 27.2 (81.0)                      | 29.9 (85.8)                      | 29.3 (84.7)                      | 24.0 (75.2)                      | 16.6 (61.9)                      | 9.1 (48.4)                       | 3.5 (38.3)                       | 16.0 (60.8)                      |
| المتوسط اليومي °م (°ف)            | −2.4 (27.7)                      | −1.1 (30.0)                      | 3.9 (39.0)                       | 11.2 (52.2)                      | 16.9 (62.4)                      | 21.0 (69.8)                      | 23.9 (75.0)                      | 23.2 (73.8)                      | 18.2 (64.8)                      | 11.4 (52.5)                      | 5.3 (41.5)                       | 0.2 (32.4)                       | 11.0 (51.8)                      |
| متوسط درجة الحرارة الصغرى °م (°ف) | −5.9 (21.4)                      | −5.0 (23.0)                      | −0.6 (30.9)                      | 5.2 (41.4)                       | 10.9 (51.6)                      | 14.9 (58.8)                      | 17.9 (64.2)                      | 17.1 (62.8)                      | 12.4 (54.3)                      | 6.3 (43.3)                       | 1.5 (34.7)                       | −3.0 (26.6)                      | 6.0 (42.8)                       |
| الهطول مم (إنش)                   | 24 (0.9)                         | 26 (1.0)                         | 27 (1.1)                         | 43 (1.7)                         | 73 (2.9)                         | 88 (3.5)                         | 68 (2.7)                         | 54 (2.1)                         | 44 (1.7)                         | 35 (1.4)                         | 32 (1.3)                         | 26 (1.0)                         | 540 (21.3)                       |
| المصدر: Climate-Data.org          |                                  |                                  |                                  |                                  |                                  |                                  |                                  |                                  |                                  |                                  |                                  |                                  |                                  |